# 迪恩·梅明格
迪恩·P·梅明格（英語：Dean P. Meminger，1948年5月13日—2013年8月23日），美国NBA联盟职业篮球运动员。他在1971年的NBA选秀中第1轮第16顺位被纽约尼克斯选中。